# Angelo z Florencie
Angelo z Florencie, někdy jen Angel nebo Anděl z Florencie, latinsky Angelus nebo Angelius de Florentia († 1408) byl dvorní lékárník císaře Karla IV. i jeho syna Václava IV. a pražský měšťan, majitel lékárny na Starém Městě v Praze (nyní dům U Anděla na Malém náměstí čp. 144/1) a zakladatel první pražské botanické zahrady.

## Život a zajímavosti
První zmínky o Angelovi jsou z roku 1346, kdy už v Itálii pracoval pro pozdějšího císaře Karla IV., s nímž potom přišel do Prahy jako jeho dvorní lékárník. I se svým mladším bratrem Niccolem se usadil na pražském Novém Městě v místech, kde dnes stojí v Jindřišské ulici budova hlavní pošty, a založil tam na pozemku o rozloze zhruba jednoho hektaru zahradu, která měla sloužit především k pěstování léčivých bylin. V zahradě byly vysazeny i okrasné rostliny a stromy, aby mohla sloužit také k odpočinku; Karel IV. prý v zahradě rád pobýval, stejně jako později Václav IV., a během svého pobytu v Praze v roce 1356 ji údajně navštívil také básník Francesco Petrarca. Roku 1360 obdržel Angelo od císaře osvobození od městských daní ze zahrady i z domu u ní.
Zahrada byla podle svého zakladatele nazývána Hortus Angelicus (Andělova či Andělská zahrada) a také sousední ulice, dnes Politických vězňů, se původně jmenovala Angelova. Andělská zahrada měla již charakter botanické zahrady a byla první svého druhu ve střední Evropě; existovala až do 70. let 19. století.
Léčivé byliny využíval Angelo ve své vlastní lékárně, kterou si otevřel v domě na rohu dnešního Malého náměstí a Karlovy ulice (v roce 1447 je doložen název tohoto domu U anděla).
Podle Arnošta Vašíčka mohl být Angelo z Florencie díky svým botanickým i jiným znalostem, italskému původu i povolání u Lucemburků autorem Voynichova rukopisu.